# Oribatella microfoveolata
Oribatella microfoveolata är en kvalsterart som beskrevs av Hammer 1977. Oribatella microfoveolata ingår i släktet Oribatella och familjen Oribatellidae. Inga underarter finns listade i Catalogue of Life.